# Orches
Orches är en kommun i departementet Vienne i regionen Nouvelle-Aquitaine i västra Frankrike. Kommunen ligger i kantonen Lencloître som tillhör arrondissementet Châtellerault. År 2022 hade Orches 356 invånare.

## Befolkningsutveckling
Antalet invånare i kommunen Orches
| Referens: INSEE |